# Cengizhan Hınçal
Cengizhan Hınçal (* 4. März 1974 in Istanbul) ist ein ehemaliger türkischer Fußballspieler und -manager. Obwohl er in zwei Jahren für Galatasaray Istanbul nur drei Pflichtspiele bestritt, wird er als Eigengewächs mit diesem Verein assoziiert.

## Karriere

### Vereine
Hınçal kam in der türkischen Metropole Istanbul auf die Welt und begann hier seine Vereinskarriere in der Jugend des Traditionsklubs Galatasaray Istanbul. Durch seine Tätigkeit für diesen Klub wurde er früh für die türkischen Jugendnationalmannschaften entdeckt und zählte ab 1989 zu den oft nominierten Spielern. Bei den Jugendnationalmannschaften und der Nachwuchsabteilung Galatasarays bildete er mit seinen späteren Teamkameraden Okan Buruk und Mustafa Kocabey, die es beide ebenfalls zu einer Profikarriere bringen sollten, ein erfolgreiches Gespann.
Im Sommer 1992 hatte Galatasaray gerade mit Karl-Heinz Feldkamp einen neuen Trainer eingestellt und wollte mit diesem eine Revision im Kader durchführen. Feldkamp krempelte die Mannschaft um, sortierte viele gestandene Profis aus und ersetzte sie durch neue Spieler. Hınçal wurde in diesem Zusammenhang in das Vorbereitungscamp der Winterpause 1992/93 mitgenommen und anschließend im Profikader beibehalten. Wenige Tage nach der Aufnahme in den Profikader verletzte sich Hınçal und musste sich in den USA einer Operation unterziehen. Er nahm bis zum Saisonende trotzdem am Training der Profis teil, blieb aber verletzungsbedingt ohne Pflichtspieleinsätze. Im Sommer 1993 erhielt er bei Galatasaray schließlich einen Profivertrag und war damit offiziell ein Teil des Profimannschaft. Zum Saisonende wurde die Mannschaft unter Feldkamp auf Anhieb Meister der Süper Lig, Sieger des türkischen Fußballpokals und Sieger des türkischen Fußball-Supercups. Obwohl Hınçal die Saison ohne Einsatz abschloss, gehörte er zum Meisterschaftskader.
In der Saison 1993/94 löste Reiner Hollmann, der Co-Trainer Galatasarays aus der Vorsaison, Karl-Heinz Feldkamp als Cheftrainer ab. Unter diesem Trainer blieb Hınçal im Mannschaftskader und gab am 10. Oktober 1993 in der Ligapartie gegen Trabzonspor sein Profidebüt. Außer diesem Spiel absolvierte er noch ein weiteres Ligaspiel und eine Pokalbegegnung. Seiner Mannschaft gelang die Titelverteidigung der Meisterschaft. In der UEFA Champions League 1993/94 Saison warf man den haushohen Favoriten Manchester United in der 2. Runde aus dem Wettbewerb und qualifizierte sich als erste türkische Mannschaft in der neugestalteten UEFA Champions League.
Im Sommer 1994 bemühte sich Galatasaray um eine Verpflichtung des Stürmers Saffet Sancaklı vom Ligakonkurrenten Kocaelispor. Schließlich einigte sich Galatasaray mit Kocaelispor für eine Ablöse von 35 Milliarden Türkische Lira und die Abgabe der beiden Galatasarayspieler Mustafa Kocabey und Hınçal. Zu Kocaelispor gewechselt, kam Hınçal bis zum Saisonende zwar zu 23 Ligaeinsätzen, jedoch wurde er im Sommer 1995 an den Ligakonkurrenten Kayserispor abgegeben. Bei diesem Verein absolvierte er bis zur Winterpause zwölf Spiele und wurde dann für die Rückrunde an den Zweitligisten Aydınspor ausgeliehen. Zum Saisonende kehrte er zu Kayserispor zurück. Dieser Verein hatte in der Zwischenzeit den Klassenerhalt in der 1. Liga verpasst und behielt für die anstehende Zweitligasaison Hınçal im Kader. Hınçal etablierte sich in seiner zweiten Saison schnell als Stammspieler. Sein Klub erreichte am Saisonende über die Vizemeisterschaft der 2. Liga den direkten Wiederaufstieg in die 1. Liga. Dort behielt Hınçal seinen Stammplatz und absolvierte bis zum Saisonende 31 Ligaspiele, in denen er fünf Mal traf. Da sein Verein aber den Klassenerhalt erneut verpasste, trennte sich Hınçal diesmal von Kayserispor.
Zum Saisonende wechselte Hınçal zum Erstligisten MKE Ankaragücü. Bei diesem Verein blieb er nur die Hinrunde der Saison 1998/99 und wurde für die Rückrunde an den Zweitligisten Çaykur Rizespor ausgeliehen. Zur Sommertransferperiode 1999 verließ er Ankaragücü endgültig und wechselte zum Zweitligisten Yimpaş Yozgatspor. Bei seinem neuen Arbeitgeber, bei dem er auf seine ehemaligen Mitspieler Yusuf Tepekule, Cihat Arslan und Mustafa Kocabey aus seiner Galatasarayzeit traf, erlebte Hınçal einen erfolgreichen Einstand. So absolvierte er bis zum Saisonende 33 Ligaspiele, versorgte Mustafa Kocabey mit Torvorlagen und verhalf ihm somit zum Titel des Torschützenkönigs. Sein Team erreichte die Meisterschaft der Liga und damit zum ersten Mal in der Vereinsgeschichte den Aufstieg in die höchste türkische Spielklasse, die im Sommer 2000 von „1. Lig“ in „Süper Lig“ umbenannt wurde. In der Süper Lig trug Hınçal dazu bei, dass sein Team zur Überraschungsmannschaft der Erstligasaison 2000/01 wurde. Unter der Führung des Trainers Hüseyin Kalpar beendete der Verein die Saison auf dem siebten Tabellenplatz und sorgte für mehrere Überraschungssiege, wie der Sieg gegen Galatasaray. Hınçal steuerte zu diesem Erfolg sechs Tore und etliche Torvorlagen bei. In die neue Saison startete Yozgatspor mit einem Trainerwechsel. Auch unter dem neuen Trainer Bahri Kaya behielt Hınçal seinen Stammplatz und absolvierte die meisten Ligaspiele.
Da Yozgatspor zum Sommer 2002 den Klassenerhalt in der Süper Lig verpasst hatte, verließ Hınçal den Verein und heuerte beim Erstligisten Diyarbakırspor an. Ausschlaggebend für den Wechsel war, dass sein ehemaliger Trainer Hüseyin Kalpar nun Diyarbakırspor trainierte. Bei diesem Verein stieg er schnell zum Stammspieler auf und blieb dies bis zur Begegnung vom 6. April 2003 gegen seinen alten Verein Galatasaray Istanbul. In dieser Begegnung zog er sich eine Verletzung zu, musste ausgewechselt werden und fiel bis zur Winterpause 2003/04 aus. Hınçal verhandelte für die Rückrunde zuerst mit Bursaspor. Nachdem der Wechsel dorthin nicht zustande gekommen war, wechselte er zur Rückrunde in die 2. Liga zu Kayseri Erciyesspor. Bei diesem Verein spielte er nahezu alle Ligaspiele der Rückrunde, ohne sich dabei einen Stammplatz erkämpfen zu können. Seine Mannschaft beendete die Saison als Vizemeister der 2. Liga und stieg in die Süper Lig auf. Im Trainingscamp für die anstehende Saison verletzte sich Hınçal während eines Testspiels gegen Konyaspor erneut, wodurch sein altes Leiden wieder auftrat. Nach dieser Entwicklung beendete er seine aktive Spielerlaufbahn im Sommer 2004.

### Nationalmannschaft
Hınçal spielte mehrere Mal für die türkische U-16-, die U-18- und die U-21-Nationalmannschaft.

## Managerkarriere
Er arbeitet auch als Fußballspielerberater bzw. -manager und betreut unter anderem Salih Dursun.

## Erfolge
Mit Galatasaray Istanbul
- Türkischer Meister: 1. Lig 1992/93, 1993/94
- Türkischer Pokalsieger: 1992/93
- Türkischer Pokalfinalist: 1993/94
- Türkischer Supercup: 1993, 1994
- TSYD-Pokalsieger: 1992/93

Mit Kayserispor
- Vizemeister der TFF 1. Lig und Aufstieg in die Süper Lig: 1996/97

Mit Yimpaş Yozgatspor
- Meister der TFF 1. Lig und Aufstieg in die Süper Lig: 1999/2000

Mit Kayseri Erciyesspor
- Vizemeister der TFF 1. Lig und Aufstieg in die Süper Lig: 2003/04